# Ubåtsklass Typ XIV
Ubåtsklass Typ XIV (tyska: U-boot-klasse XIV eller U-boot Typ XIV) var en modifierad typ IXD och syftade till att komplettera ubåtsflottan med en särskild förrådsubåt. Typen saknade offensiva vapen och hade bara kulsprutor för bekämpning av flygplan. De placerades på lämpliga platser i Atlanten för att erbjuda stridande ubåtar förnödenheter, främst bränsle och torpeder, och fick därav smeknamnet "Mjölkkor". Man kunde också få en del proviant, läkemedel och tillgång till läkare. På så sätt kunde ubåtarna stanna i stridszonen längre tid. Detta var särskilt värdefullt då många ubåtar använde mycket tid till att ta sig till och från sina tilldelade patrulleringsområden. Å andra sidan fick många ubåtar bekymmer när den väntande "Mjölkkon" sänkts av fienden och uteblev från ett uppgjort möte.

## Fartyg i klassen
10 ubåtar av denna typ tillverkades under åren 1940–1943
| Namn  | I tjänst         | Antal patruller | Antal ubåtar försörjda | Öde                           |
| ----- | ---------------- | --------------- | ---------------------- | ----------------------------- |
| U 459 | 15 november 1941 | 6               | 72                     | borrad i sank 24 juli 1943    |
| U 460 | 24 december 1941 | 6               | 86                     | sänkt 4 oktober 1943          |
| U 461 | 30 januari 1942  | 6               | 75                     | sänkt 30 juli 1943            |
| U 462 | 5 mars 1942      | 5               | 64                     | sänkt 30 juli 1943            |
| U 463 | 2 april 1942     | 5               | 74                     | sänkt 16 maj 1943             |
| U 464 | 30 april 1942    | 1               | 0                      | borrad i sank 20 augusti 1942 |
| U 487 | 21 december 1942 | 2               | 25                     | sänkt 13 juli 1943            |
| U 488 | 1 februari 1943  | 3               | 41                     | sänkt 26 april 1944           |
| U 489 | 8 mars 1943      | 1               | 0                      | sänkt 4 augusti 1943          |
| U 490 | 27 mars 1943     | 1               | 0                      | sänkt 12 juni 1944            |